# Model d'identitat de Cass
El model d'identitat de Cass és una de les teories fonamentals de desenvolupament d'identitat dins del col·lectiu LGBT. Aquest model el va identificar l'acadèmica Vivienne Cass el 1979. El model d'identitat de Cass va ser el primer a 
tractar persones LGBT dins una societat heterosexista i en un clima d'homofòbia i biphobia en comptes de tractar l'homosexualitat i la bisexualitat com a problema. Cass va descriure un procés en sis etapes de desenvolupament d'identitat del LGBT. Aquestes etapes són seqüencials, i algunes persones podrien viure les etapes diferents punts en les seves vides.

## Les sis etapes del model Cass

### Confusió d'identitat
En la primera etapa, confusió d'identitat, la persona és sorpresa per pensar d'ells mateixos com a queer. "Podria ser queer?" Aquesta etapa comença amb la primera conscienciació de la persona de pensaments homosexuals o bisexuals, sensacions i atraccions. Les persones típicament se senten confoses i experimenten confusió.
A la pregunta "Qui soc?", les respostes poden ser acceptació, autodenegació psicològica i repressió, o rebuig.

#### Denegació
La denegació s'evidència com una subetapa on l'individu negarà la seva homosexualitat. Les respostes possibles poden ser: evitar informació sobre homosexuals o bisexuals; conducta inhibida; autodenegació d'homosexualitat i bisexualitat ("volia experimentat", "va ser un accident", "havia begut", "només volia mirar").
Les possibles necessitats poden ser: descobrir un judici personal positiu i negatiu. Serà permès per ser incert pel que fa a identitat sexual. Pot trobar suport dins sabent que la conducta sexual ocorre al llarg d'un espectre. Sentir-se insegur sobre la pròpia identitat personal. Saber que len es conductes sexuals hi ha en un espectre variat. Rebre permís i encoratjament per explorar la pròpia identitat sexual com a experiència normal (així com la identitat professional o social).

### Comparació d'identitat
La segona etapa és anomenada comparació d'identitat. En aquesta etapa, la persona accepta la possibilitat de ser homosexual o bisexual i examina les implicacions més amples d'aquell compromís provisional. "Potser això aplica a mi." L'alineació pròpia esdevé aïllament.
La tasca és per tractar l'alienació social.
Les respostes possibles poden ser: la persona pot començar a lamentar per les pèrdues i les coses que deixa amb la seva orientació sexual (matrimoni, nens). Poden començar a crear la seva sexualitat pròpia i accepta la definició de gai lesbià de conducta però mantenir "identitat" heterosexual. En aquests casos és diuen a elles mateixes que "és només temporal"; "només m'he enamorat d'aquest home/dona"; etc.
Les necessitats possibles poden ser: serà molt important que la persona desenvolupi definicions pròpies. Necessitarà informació sobre identitat sexual, LGBT recursos comunitaris, encoratjament per parlar sobre pèrdua d'expectatives de vida heterosexual. Pot ser permès per seguir alguna "identitat" heterosexual (tan "no un tots o cap" emeten).

### Tolerància identitària
En la tercera etapa, tolerància indetitària, la persona comença a entendre que ells no son "l'únic cas.
La persona reconeix que es probable que sigui homosexual o bisexual i busca fora d'altres persones homosexuals o bisexuals per combatre sensacions d'aïllament. Creix el compromís a ser homosexual o bisexual.
La tasca és per reduir l'alienació social per buscar persones homosexuals o bisexuals.
Les respostes possibles poden ser: començar per tenir una comunicació per parlar i pensar sobre l'assumpte. Reconeixement que ser homosexual o bisexual no impedeix altres opcions. Accentua diferència entre "el propi" i els heterosexuals. Busca fora de cultura de LGBT (el contacte positiu porta a més sentit positiu d'una mateixa, el contacte negatiu porta a la devaluació de la cultura, creixement d'aturades). La persona pot provar fora de la varietat de les funcions estereotípiques.
Les necessitats possibles poden ser: recolazament dins explorant sensacions de vergonya pròpia van derivar des de heterosexism, així com va interioritzar homofòbia i biphobia. Rep suport dins trobant homosexual positiu o connexions de comunitat bisexual. És particularment important per a la persona per saber recursos comunitaris. Hi ha molts camins et pot rebre suport. Els exemples inclouen LGBQT clubs, organitzacions per a la comunitat de LGBT.

### Acceptació d'identitat
L'etapa d'acceptació de la identitat significa la persona ells mateixos accepta. "Estarà tot bé". La persona encoratja una connotació positiva a la seva identitat homosexual o bisexual i accepta i tolera la seva situació. En aquest punt està en contacte continuat i aquest va creixent amb la comunitat LGBT.
La tasca és per tractar tensió interior de ja no subscriure a la norma de la societat, intent de portar congruència entre l'esfera privada i pública de la pròpia persona.
Les respostes possibles poden ser: acceptar l'homosexualitat o la bisexualitat com una identificació pròpia. Pot anomenar-se com "vida de LGBT". Mantingues cada vegada menys contacte amb comunitat heterosexual. Intent a "cabut dins" i "no fer ones" dins de la comunitat de LGBT. Comença algunes revelacions selectives d'identitat sexual. Més social sortir; més com un ésser còmode vist amb grups d'homes o dones que s'identifiquen com a "gai". Avaluació més realista de situació.
Les necessitats possibles poden ser: continua explorant dolor i pèrdua d'expectativa de vida heterosexual, continua explorant homofòbia interioritzada i biofòbia (vergonya apresa des de heterosexist societat). Trobar suport dins fent decisions aproximadament on, quan, i a qui per revelar.

### Orgull d'identitat
En l'etapa d'orgull de la identitat, de vegades el sortir de l'armari arriba, i el major pensar és "he rebut per fer saber persones que sóc!" La persona divideix el món a heterosexuals i queers, i és immergit en cultura de LGBT i, a la vegada, va minimitzant contacte amb heterosexuals. Nosaltres-ells com a punt de vista/social polític.
La tasca és per tractar el incongruent vistes de heterosexuals.
Les respostes possibles inclouen: parteix món a "gai" (bé) i "hetero" (dolent)—crisis de revelació de les experiències amb heterosexuals mentre són menys diposades per "barrejar dins"—identificar cultura de LGBT font tan única de suport, adquirint tot amics de gai, connexions empresarials, connexions socials.
Les necessitats possibles poden ser: rebre suport per explorar assumptes que son protagonitzats per la ràbia, trobar suport per explorar assumptes de l'heterosexism, per desenvolupar destreses per suportar reaccions i respostes a revelació a identitat sexual, i per resistir com a ésser defensiu.

### Síntesi d'identitat
L'última etapa dins del model de Cass és la síntesi d'identitat: la persona integra la seva identitat sexual amb tots altres aspectes d'ella mateixa, i l'orientació sexual esdevé només un aspecte de self força que la identitat sencera.
La tasca és per integrar identitat de LGBT de manera que en comptes de ser la identitat en sí, és un aspecte de la seva persona.
Les respostes possibles poden ser: continua estar enfadat amb la societat heterosexual, però amb intensitat reduïda, o un augment de la confiança d'altres. La identitat de LGBT és integrada amb tots aspectes de "la pròpia persona". La persona sent "bé" per moure fora a la comunitat i no senzillament definir espacial segons orientació sexual. Això és una sensació normal.

## Crítiques del model
Joanne Kaufman i Cathryn Johnson ha discutit que basat a més recerca recent, aquest model és menys vàlid avui que era al seu inici per a diverses raons:

## Llibres
- Vivienne Cass (1979, 1984, 1990). Dins Ritter i Terndrup (2002) Manual de Psicoteràpia Afirmativa amb Lesbianes i Homes de Gay